# Число Рейнольдса

Коэффициент аэродинамического сопротивления сферы в зависимости от числа Рейнольдса. Приведены графики для гладкой и шероховатой сфер. Развитая турбулентность потока у гладкой сферы развивается при бо́льших скоростях потока.

Число́ Рейно́льдса ({\displaystyle \mathrm {Re} }), — безразмерная величина, характеризующая отношение инерционных сил к силам вязкого трения в вязких жидкостях и газах.
Число Рейнольдса также является критерием подобия течения вязкой жидкости.
Например, для прямых гладких труб критическое значение критерия Рейнольдса {\displaystyle {\text{Re}}_{\text{кр}}\cong 2300}, а движение жидкости при {\displaystyle {\text{Re}}<{\text{Re}}_{\text{кр}}} будет устойчивое ламинарное. Движение при условии {\displaystyle {\text{Re}}>{\text{Re}}_{\text{кр}}} становится турбулентным (также его называют неустойчивым турбулентным или переходным), а устойчивый турбулентный характер поток жидкости приобретет при {\displaystyle {\text{Re}}>10^{4}}
Установлено английским физиком Осборном Рейнольдсом (1842—1912) в 1883 году.

## Определение
Число Рейнольдса определяется следующими соотношениями:
{\displaystyle \mathrm {Re} ={\frac {\rho vD_{\Gamma }}{\eta }}={\frac {vD_{\Gamma }}{\nu }}={\frac {QD_{\Gamma }}{\nu A}},}
где {\displaystyle \rho } — плотность среды, кг/м3;
{\displaystyle v} — характерная скорость, м/с;
{\displaystyle D_{\Gamma }} — гидравлический диаметр, м;
{\displaystyle \eta } — динамическая вязкость среды, Па·с или кг/(м·с);
{\displaystyle \nu } — кинематическая вязкость среды ({\displaystyle \nu =\eta /\rho }), м2/с;
{\displaystyle Q} — объёмный расход потока, м3/с;
{\displaystyle A} — площадь сечения канала, например, трубы, м2.
Для каждого вида течения существует критическое число Рейнольдса, {\displaystyle {\text{Re}}_{\text{кр}}}, как принято считать, определяет переход от ламинарного течения к турбулентному.
При {\displaystyle {\text{Re}}<{\text{Re}}_{\text{кр}}} течение происходит в ламинарном режиме, при {\displaystyle {\text{Re}}>{\text{Re}}_{\text{кр}}} возможно возникновение турбулентности. 
Критическое значение числа Рейнольдса зависит от конкретного вида течения (например, течение в круглой трубе, обтекание шара и т. п.), различными возмущениями потока, такими как изменение направления и модуля вектора скорости потока, шероховатости стенок, близость местных сужений канала и др. Например, для течения (точнее, для стационарного изотермического потока) жидкости в прямой круглой трубе с очень гладкими стенками {\displaystyle {\text{Re}}_{\text{кр}}\simeq 2100\ldots 2300}.

При значениях Re выше критического и до определённого предела наблюдается переходной (смешанный) режим течения жидкости, когда турбулентное течение более вероятно, но ламинарное в некоторых конкретных случаях тоже наблюдается — так называемая неустойчивая турбулентность. Числу {\displaystyle {\text{Re}}_{\text{кр}}>2300} в трубах соответствует переходной интервал 2300—10000; для примера с течением в тонких плёнках — интервал от 20—120 до 1600.
Для газов {\displaystyle {\text{Re}}_{\text{кр}}} достигается при значительно бо́льших скоростях течения, чем у жидкостей, поскольку у вторых существенно больше кинематическая вязкость (в 10—15 раз).
Критерий назван в честь выдающегося английского физика Осборна Рейнольдса (1842—1912), автора многочисленных пионерских работ по гидродинамике.

## Акустическое число Рейнольдса
В акустике пользуются числом Рейнольдса для количественной характеристики соотношения нелинейных и диссипативных членов в уравнении, описывающем распространение волны конечной амплитуды. В этом случае число Рейнольдса принимает следующий вид:
{\displaystyle {\text{Re}}_{\text{a}}={\frac {\rho c_{0}V}{\omega b}},}
где {\displaystyle \rho } — плотность среды, кг/м3;
{\displaystyle V} — амплитуда колебательной скорости, м/с;
{\displaystyle \omega } — круговая частота, рад/с;
{\displaystyle c_{0}} — скорость звука в среде, м/с;
{\displaystyle b} — параметр диссипации.

## Физический смысл
Число Рейнольдса есть мера отношения сил инерции, действующих в потоке, к силам вязкости. Плотность в числителе выражения {\displaystyle \mathrm {Re} ={\frac {\rho vD_{\Gamma }}{\eta }}={\frac {vD_{\Gamma }}{\nu }}} характеризует инерцию частиц, претерпевающих ускорение, а величина вязкости в знаменателе характеризует склонность жидкости препятствовать такому ускорению.
Также число Рейнольдса можно рассматривать как отношение кинетической энергии жидкости к потерям энергии на характерной длине (ввиду внутреннего трения).
Если у потока число Рейнольдса многократно превышает критическое, то жидкость можно рассматривать как идеальную. В таком случае вязкостью жидкости можно пренебречь, так как толщина пограничного слоя мала по сравнению с характерным размером процесса, то есть силы вязкого трения существенны только в тонком слое, в потоке не наблюдается развитая турбулентность.